# Liste der Baudenkmale in Großkmehlen
In der Liste der Baudenkmale in Großkmehlen sind alle Baudenkmale der brandenburgischen Gemeinde Großkmehlen und ihrer Ortsteile aufgelistet. Grundlage ist die Veröffentlichung der Landesdenkmalliste mit dem Stand vom 31. Dezember 2020. Die Bodendenkmale sind in der Liste der Bodendenkmale in Großkmehlen aufgeführt.

## Baudenkmale in den Ortsteilen
In den Spalten befinden sich folgende Informationen:
- ID-Nr.: Die Nummer wird vom Brandenburgischen Landesamt für Denkmalpflege vergeben. Ein Link hinter der Nummer führt zum Eintrag über das Denkmal in der Denkmaldatenbank. In dieser Spalte kann sich zusätzlich das Wort Wikidata befinden, der entsprechende Link führt zu Angaben zu diesem Denkmal bei Wikidata.
- Lage: die Adresse des Denkmales und die geographischen Koordinaten. Link zu einem Kartenansichtstool, um Koordinaten zu setzen. In der Kartenansicht sind Denkmale ohne Koordinaten mit einem roten beziehungsweise orangen Marker dargestellt und können in der Karte gesetzt werden. Denkmale ohne Bild sind mit einem blauen bzw. roten Marker gekennzeichnet, Denkmale mit Bild mit einem grünen beziehungsweise orangen Marker.
- Bezeichnung: Bezeichnung in den offiziellen Listen des Brandenburgischen Landesamtes für Denkmalpflege. Ein Link hinter der Bezeichnung führt zum Wikipedia-Artikel über das Denkmal.
- Beschreibung: die Beschreibung des Denkmales
- Bild: ein Bild des Denkmales und gegebenenfalls einen Link zu weiteren Fotos des Baudenkmals im Medienarchiv Wikimedia Commons

### Großkmehlen
| ID-Nr.            | Lage                        | Bezeichnung | Beschreibung | Bild           |
| ----------------- | --------------------------- | --- | --- | -------------- |
| 09120206 Wikidata | (Lage)                      | Dorfkirche | In der Dorfkirche befindet sich eine Orgel von Gottfried Silbermann aus dem Jahre 1718. | weitere Bilder |
| 09120026 Wikidata | (Lage)                      | Schloss und Schlosspark mit ehemaligen Nutzgärten und Wirtschaftsbereichen des Schloss- und Gutskomplexes sowie Allee am Reitweg nach Lindenau | Das Schloss ist eine von einem Graben umgebene Anlage im Stil der Renaissance. Im Kern befinden sich vermutlich Reste einer Wasserburg aus dem Mittelalter. | weitere Bilder |
| 09120378 Wikidata | (Lage)                      | Zweifeldbogenbrücke über die Pulsnitz | erhöhte Brücke aus Feldstein und Klinker über die Pulsnitz, um 1900 erbaut | weitere Bilder |
| 09120391 Wikidata | Blochwitzer Straße 7 (Lage) | Gehöft, bestehend aus Wohnhaus, vier Wirtschaftsgebäuden und Toreinfahrt                                                                       | Das Gehöft gehört zu einer Reihe von Gehöften an der Westseite des angerförmigen Straßenzugs aus Blochwitzer Straße und der Straße Am Anger. Am mittleren Pfeiler der Einfriedung sind die Buchstaben J G H und die Jahreszahl 1847 eingeritzt. Das massive zweigeschossige Wohnhaus besteht aus Bruchstein und Ziegel. Es ist fünfachsig und verputzt. Der Entwurf stammt von August Wolf einem Zimmermeister aus Ortrand. Die eingeschossige Einfahrtsscheune an der westlichen hinteren Hofseite ist ein Fachwerkausbau mit Lehmstakenausfachung. Sie ist auf 1847 datiert, Umbauten und Erweiterungen erfolgten in der ersten Hälfte des 20. Jahrhunderts. Der anderthalbgeschossige Stall an der Südseite des Hofes stammt aus der zweiten Hälfte des 19. Jahrhunderts. Der Putzbau mit Satteldach ist aus Feldstein und Ziegeln errichtet. Gegenüber dem Wohnhaus an der nördlichen Hofseite befinden sich Stall und Wohnhaus. Das massiv unterbaute zweigeschossige Fachwerkgebäude hat ein Satteldach mit Spließdeckung. | weitere Bilder |
| 09120849 Wikidata | Denkmalsplatz (Lage)        | Kriegerdenkmal für die Gefallenen des Krieges 1870/71, Kriegerdenkmal für die Gefallenen des Ersten Weltkrieges                                | | weitere Bilder |
| 09120553 Wikidata | Schulstraße 1 (Lage)        | Pfarrhaus mit Wirtschaftsgebäude und Einfriedung                                                                                               | Das Pfarrhaus steht zwischen Elsterwerdaer und Schulstraße in Sichtweite zur St.-Georgs-Kirche und zum Schloss. Der massive zweigeschossige Bau ist verputzt und hat ein Fachwerkobergeschoss. Das sechsachsige Gebäude wird von einem Walmdach abgeschlossen. Eine Inschrift datiert es auf 1717. Im Jahr 1988 wurde das Pfarrhaus umgebaut. Die massive Einfriedung aus Ziegel und Feldstein ist verputzt. Sie umschließt das gesamte Grundstück, dabei wurden partiell Grabsteine eingemauert. | weitere Bilder |

## Ehemalige Baudenkmale
| ID-Nr.   | Lage                                         | Bezeichnung | Beschreibung | Bild     |
| -------- | -------------------------------------------- | ----------- | --- | -------- |
| Wikidata | Kleinkmehlen, Elsterwerdaer Straße 19 (Lage) | Gutshaus    | Das Gutshaus wurde im 17. /18. Jahrhundert erbaut. In den 1950er-Jahren als Kindergarten genutzt. Das Gutshaus ist im Jahr 2008 abgebrannt. | Gutshaus |